# Langage de conception
 (février 2022).
Améliorez-le ou discutez des points à vérifier. 
Un langage de conception ou  vocabulaire de design est un schéma global ou de style qui guide la conception d'un produit ou des paramètres architecturaux.  Les concepteurs, qui souhaitent donner à leur gamme de produits un style certes unique mais aussi cohérent, définit un langage de conception exprès pour elle. Ces langues peuvent décrire les choix pour les aspects de la conception tels que les matériaux, les couleurs, les formes, motifs, textures, ou dispositions. Ils suivent le schéma dans la conception de chaque objet dans la suite.
En général, les langages de conception ne sont pas définis rigoureusement. Dans l'absolu, le concepteur fait une chose d'une manière similaire à celle de l'autre. Dans d'autres cas, ils sont stricts, de sorte que les produits de qualité peuvent acquérir une forte thématique. Par exemple, bien qu'il existe une grande variété de décors des pièces du jeu d'échecs, les pièces sont généralement cohérentes dans l'ensemble.
Parfois, les concepteurs encouragent les autres à suivre leurs langages de conception dans la décoration ou de l'accessoirisation. Par exemple, dans le contexte des interfaces graphiques, les lignes directrices de l'Interface homme-machine  peuvent être considérées comme langues de conception pour les applications.
Dans l'automobile, le langage de conception est souvent dans le design de la calandre. Par exemple, de nombreux véhicules BMW partagent un langage de conception, qui comprend le style des "avant-bouts", consistant en une forme divisée et quatre phares circulaires. Certains fabricants ont affecté les indices de langage de conception de firmes rivales.

## Logiciel
En architecture logicielle, les langages de conception sont liés à Architecture Description Language (en)s, ou ADL. Le langage de conception le plus connu est Unified Modeling Language.